# Lichenomima bonaverensis
Lichenomima bonaverensis (лат.) — вид сеноедов рода Lichenomima из семейства Myopsocidae. Южная Америка: Колумбия (департамент Валье-дель-Каука). Специфический эпитет происходит от имени муниципалитета Buenaventura, где был найден голотип. Мелкие насекомые, длина переднего крыла около 3 мм. Основная окраска тела коричневая. Относится к комплексу видов, имеющему полуовальный эпипрокт, удлинённую фаллосому и сросшиеся в основании боковые стойки. По общей форме фаллосомы, главным образом по удлинённой форме (как дольки) наружных парамер, данный вид несколько похож на L. chelata (Thornton & Woo, 1973), но отличается от него тем, что имеет боковые стойки очень узкие в основании, а доли наружных парамер имеют субпараллельные края, каждый из которых несколько усечён на вершине и частично перекрывается.  Заднее крыло с жилками Rs и M, соединёнными поперечной жилкой.